# Rejon polesski
Rejon polesski (ros. Полесский район) – jednostka podziału administracyjnego wchodząca w skład rosyjskiego obwodu królewieckiego.
Rejon leży w centralnej części obwodu, nad Zalewem Kurońskim, a jego ośrodkiem administracyjnym jest miasto Polessk.